# Jimmy Bosch
Jimmy Bosch, auch bekannt als El Trombon Criollo (*  18. Oktober 1959 in Jersey City) ist ein US-amerikanischer Musiker von Salsa, des Latin Jazz und afrokubanischer Musik, Posaunist, Sänger, Bandleader und Komponist.
Bosch stammte aus einer armen Immigrantenfamilie aus Puerto Rico mit elf Kindern. Er spielte schon als Jugendlicher in lokalen Bands mit Latin-Music (der Merengue-Band Arcoires in Hoboken (New Jersey)) und studierte an der Rutgers University klassische Musik, wobei er nebenbei begann in der Band von Manny Oquendo (Manny Oquendo Y Libre) zu spielen, dem er mit Unterbrechungen zwanzig Jahre treu blieb. Außerdem spielte er in der Band von Israel Cachao seit 1987, dem er in der Folge verbunden blieb, mit dem er tourte und aufnahm. In den 1980er Jahren spielte er mit Ray Barretto und 1996 gründete er sein eigenes Orchester (The Masters). Er tourt auch Solo und nahm vier Alben unter eigenem Namen auf.
Er tourte auch mit den Fania All Stars, Eddie Palmieri, Rubén Blades, Pete Rodríguez, Perfecta Combinacion, Son Del Solar, Celia Cruz, India, Cachao, Machito und anderen und spielt im Spanish Harlem Orchestra.

## Diskographie
- Soneando Trombon, Rykodisc 1998 (mit Chocolate Armenteros, Trompete, und Pete Rodriguez)
- Salsa Dura, Rykodisc 1999
- El Avión de la Salsa, JRGR Records 2004
- ¡A Million!, JRGR Records 2009